# Ortro
Ortro (in greco antico: Ὄρθρος?, Òrthros) (oppure Otro od Orto), il cane a due teste, è un personaggio della mitologia greca, figlio di Tifone ed Echidna, fratello di Cerbero, della Chimera e dell'Idra di Lerna.
Secondo Esiodo è anche il padre della Sfinge e del Leone di Nemea, creature che probabilmente generò accoppiandosi con sua madre Echidna.

## Aspetto
Gli si attribuiscono talvolta diverse teste, altre volte un corpo di serpente, ma la descrizione che si usa più spesso è quella di un grosso cane bicefalo con un serpente come coda.

## Mitologia
Ortro, nella Teogonia di Esiodo, era figlio di Echidna e di conseguenza fratello della Chimera, dell’Idra e di Cerbero e di tutti gli altri mostri generati da Echidna ed era il cane del pastore Euritione, posto a guardia della mandria di Gerione, Fu ucciso da Eracle nella sua decima fatica.
Secondo Apollodoro Eracle uccise Ortro con la sua clava, ma in molti dipinti che raffigurano l'episodio il cane viene trafitto da una o più frecce.